# ガラクタン エンド-1,6-β-ガラクトシダーゼ
ガラクタン エンド-1,6-β-ガラクトシダーゼ(Galactan endo-1,6-beta-galactosidase, EC 3.2.1.164)は、系統名をエンド-β-(1->6)-ガラクタナーゼ(endo-beta-(1->6)-galactanase)という酵素である。以下の化学反応を触媒する。
アラビノガラクタンタンパク質及び(1->3):(1->6)-β-ガラクタンの(1->6)-β-D-ガラクトシド結合をエンド型で加水分解し、最終生成物としてガラクトース及び(1->6)-β-ガラクトビオースを生成する。
この酵素は、重合度が3以上の1,6-β-D-ガラクトオリゴ糖を特異的に加水分解する。